# Малехи
Малехи (пол. Malechy) — село в Польщі, у гміні Карнево Маковського повіту Мазовецького воєводства.
Населення — 205 осіб (2011).
У 1975—1998 роках село належало до Цехановського воєводства.

## Демографія
Демографічна структура станом на 31 березня 2011 року:
|          | Загалом | Допрацездатний вік | Працездатний вік | Постпрацездатний вік |
| -------- | ------- | ------------------ | ---------------- | -------------------- |
| Чоловіки | 98      | 28                 | 60               | 10                   |
| Жінки    | 107     | 35                 | 50               | 22                   |
| Разом    | 205     | 63                 | 110              | 32                   |